# 上代日本語
上代日本語（じょうだいにほんご、英語: Old Japanese）とは、奈良時代に日本、特に、平城京のあった奈良県付近で使用されていた日琉語族の言語。これよりも古い言語は先上代日本語（せんじょうだいにほんご、英語: Pre-Old Japanese）と呼ばれ、日琉祖語にさかのぼる。上代日本語よりも新しい日本語の文証としては中古日本語がある。

## 概要
上代日本語は当時の金石文、木簡、正倉院に残された文書（正倉院文書）のほか、当時成立した文献の写本において文証される。代表的な文献としては、『古事記』『日本書紀』『万葉集』『風土記』などが挙げられる。戸籍・計帳や消息などの他は僅かな量しかない。

## 資料
上代日本語の資料としては『万葉集』や『古事記』『日本書紀』の歌謡など韻文資料が大部分を占める。散文資料は正倉院仮名文書（甲・乙2通。現存）や、『続日本紀』所載宣命、『延喜式』『台記』所載の祝詞などにとどまる。そのほか木簡も各地で発掘・資料整理が進んでおり、事務処理用文書、和歌、メモなど様々な種類がある。これらも上代日本語の資料に加えられる。

## 文字・表記
上代日本の文字は漢字のみであり、平仮名・片仮名はまだなかった。従って漢字を用いて日本語を表記した。その際、漢字を漢文に近い状態で用いる方法と、漢字の音を表記に用いる方法とがあり、後者は万葉仮名と呼ばれる用法である。両者は用途に応じて混用されることが多いが、万葉仮名のみで綴られた文書や変体漢文のみで綴られた文書もある。一字一音の万葉仮名のみを用いたものには、『古事記』『日本書紀』等の中にある歌謡や『万葉集』の一部、「正倉院仮名文書」と呼ばれる消息などがある。もっぱら漢文によるものには、『法隆寺薬師仏造像記』、『古事記』の本文などがある。『万葉集』には、訓字主体表記とよばれる訓にときおり音仮名を織り交ぜた表記、さらに助詞等の音仮名を省いて完全に訓のみを用いる「略体歌」と呼ばれる表記もある。以上とは別に、助詞・助動詞・活用語尾などを小書きの万葉仮名にした「宣命体」という表記も使用される。
一字一音万葉仮名の例
- 安良多末能 等之由伎我敝理 波流多々婆 末豆我夜度尓 宇具比須波奈家
（あらたまの としゆきがへり はるたたば まづわがやどに うぐひすはなけ）

略体歌の例
- 恋為 死為物 有者 我身千遍 死反
（こひするに しにするものに あらませば わがみはちたび しにかへらまし）

宣命書の例
- 日嗣止定賜弊流皇太子爾授賜久止宣
（日嗣と定め賜へる皇太子に授け賜はくと宣る）（適宜送り仮名を施した）

万葉仮名の用法には音読みを用いた「音仮名」と訓読みを用いた「訓仮名」とがあり、前者の方が早く後者は遅れて成立した。一字一音だけでなく、「兼（けむ）」「越（おと）」「金鶴（かね・つる）」のように漢字一字で日本語の二音節を表したものもある。また「金風」で「あきかぜ」と訓むような特殊な読み（義訓）や、「十六」で「しし」（16＝4×4）、「山上復有山」で「いで」（山の上にまた山＝出）と訓むような言葉遊び的な表記（戯書）もある。

## 語彙
上代の文献に万葉仮名（もしくは借訓）として表記されるときにのみ、その語形が確実に文証されると判断できる。上代文献の注釈書類では、万葉仮名（もしくは借訓）として表記されない語についても訓じられるが、上代語の語彙を取り扱う際には、それらが古訓や古辞書にもとづいて推定されたものにすぎないことに注意が必要である。

## コーパス
オックスフォード大学と国立国語研究所の開発するオックスフォード・NINJAL上代語コーパス（ONCOJ)と、国立国語研究所の開発する日本語歴史コーパスの奈良時代編が存在する。

## 音韻論

### 母音体系
現代日本語の母音体系は5つの音素からなるが、上代日本語においては万葉仮名の分析から、現代日本語でイ段の「キ・ヒ・ミ」、エ段の「ケ・ヘ・メ」、オ段の「コ・ソ・ト・ノ・モ・ヨ・ロ」にあたる各音とその濁音がそれぞれ2種類に書き分けられていたことが知られている。このことから、上代日本語の母音体系にはi, e, o の各母音がそれぞれ2種類ずつ使い分けられており、一子音につき合計8種の音節が使い分けられていたと考えられる。また中古早期と同様ア行のエ(e)とヤ行のエ(ye)に区別があり、中古と同様ワ行のヰ・ヱ・ヲ(wi, we, wo)とア行のイ・エ・オ(i, e ,o)も対立があった。
松本克己に代表されるオ甲乙を条件異音とする現代と同じ5母音（7対立）説もかつてはあったが、院政期アクセントをも含んだ最小対の存在からもはや受け入れられていない。上代特殊仮名遣の音価の推定については上代特殊仮名遣を参照のこと。
上代特殊仮名遣の主な転写法としては、以下があげられる。（甲類でも乙類でもないものを森博達に倣って一類と呼ぶ。英語では neutral などと呼ばれる）
| 甲乙 | イェール | フレレスヴィッグ & ホイットマン | 大野 | 修正マティアス・ミラー | 下付き数字 | 仮名表記               |
| ---- | -------- | ------------------------------- | ---- | ---------------------- | ---------- | ---------------------- |
| イ甲 | yi       | i                               | i    | î                      | i₁         | 片仮名                 |
| イ乙 | iy       | wi                              | ï    | ï                      | i₂         | 平仮名                 |
| イ一 | i        | i                               | i    | i                      | i          | 片仮名                 |
| エ甲 | ye       | ye                              | e    | ê                      | e₁         | 片仮名                 |
| エ乙 | ey       | e                               | ë    | ë                      | e₂         | 平仮名（ヘは変体仮名） |
| エ一 | e        | e                               | e    | e                      | e          | 片仮名                 |
| オ甲 | wo       | wo                              | o    | ô                      | o₁         | 片仮名                 |
| オ乙 | o̱        | o                               | ö    | ö                      | o₂         | 平仮名                 |
| オ一 | o        | o                               | o    | o                      | o          | 片仮名                 |

### 子音体系
|                        | 唇音 | 舌頂音 | 舌頂音 | 硬口蓋音 | 軟口蓋音 |
| ---------------------- | ---- | ------ | ------ | -------- | -------- |
| 無声阻害音             | *p   | *t     | *s     |          | *k       |
| 前鼻音化した有声阻害音 | *mb  | *ⁿd    | *ⁿz    |          | *ŋɡ      |
| 鼻音                   | *m   | *n     | *n     |          |          |
| 接近音/はじき音        | *w   | *ɾ     | *ɾ     | *j       |          |

上記のごとく音素目録は非常に単純であり、現代日本語と大差ないが、音価については異なった点がある。
- ハ行/p/の子音は奈良時代には [p] であったとする説が現在一般的である。
- サ行/s/の子音は現代の[s]のような摩擦音ではなく[ʦ]・[ʧ]などの破擦音であった可能性がある。
- サ行子音は音素上は/t͡s/であり、異音が以下のように立ったという説もある[8]。しかし、21世紀初頭の当時最新の中古音に基づいた音価の推定である Miyake (2003) では破擦音の異音は完全に否定されている[9]。

| 母音     | 語頭 | 語中 |
| -------- | ---- | ---- |
| i, e     | t͡ʃ   | ʃ    |
| それ以外 | t͡s   | s    |

- タ行・ダ行は、チ・ツ・ヂ・ヅについても現代語のような破擦音ではなく、[t]・[ⁿd]であった。 すなわち、チはティ、ツはトゥ、ヂはンディ、ヅはンドゥに近い発音がされていた。

### 音素配列論
音節表
和歌の字余りの傾向からヤ行イとワ行ウが存在したとする説がある。ホ甲乙を認める研究者もあるが、これに関して詳しくは上代特殊仮名遣を参照。中古音からア行オは乙類相当として再構音を当てられるので便宜上乙類においた。
|      | ア段 | イ段 | イ段 | ウ段 | エ段 | エ段 | オ段  | オ段  |
| 甲類 | ア段 | 乙類 | 甲類 | ウ段 | 乙類 | 甲類 | 乙類  |       |
| ---- | ---- | ---- | ---- | ---- | ---- | ---- | ----- | ----- |
| ア行 | a    | i    | i    | u    | e    | e    |       | o     |
| カ行 | ka   | ki₁  | ki₂  | ku   | ke₁  | ke₂  | ko₁   | ko₂   |
| サ行 | sa   | si   | si   | su   | se   | se   | so₁   | so₂   |
| タ行 | ta   | ti   | ti   | tu   | te   | te   | to₁   | to₂   |
| ナ行 | na   | ni   | ni   | nu   | ne   | ne   | no₁   | no₂   |
| ハ行 | pa   | pi₁  | pi₂  | pu   | pe₁  | pe₂  | po(₁) | po(₂) |
| マ行 | ma   | mi₁  | mi₂  | mu   | me₁  | me₂  | mo₁   | mo₂   |
| ヤ行 | ya   | (yi) | (yi) | yu   | ye   | ye   | yo₁   | yo₂   |
| ラ行 | ra   | ri   | ri   | ru   | re   | re   | ro₁   | ro₂   |
| ワ行 | wa   | wi   | wi   | (wu) | we   | we   | wo    | wo    |
|      | ア段 | イ段 | イ段 | ウ段 | エ段 | エ段 | オ段  | オ段  |
|      | 甲類 | 乙類 | 甲類 | ウ段 | 乙類 | 甲類 | 乙類  |       |
| ---- | ---- | ---- | ---- | ---- | ---- | ---- | ----- | ----- |
| ガ行 | ga   | gi₁  | gi₂  | gu   | ge₁  | ge₂  | go₁   | go₂   |
| ザ行 | za   | zi   | zi   | zu   | ze   | ze   | zo₁   | zo₂   |
| ダ行 | da   | di   | di   | du   | de   | de   | do₁   | do₂   |
| バ行 | ba   | bi₁  | bi₂  | bu   | be₁  | be₂  | bo(₁) | bo(₂) |
音節構造は基本的に(C)Vであり、母音は語頭でのみ単独で出現することができた。漢字音の影響を受けて音便と呼ばれる一連の音韻変化が生じるよりも前の時代であり、撥音（ン）・促音（ッ）は存在せず、拗音（ャ・ュ・ョで表されるような音）や二重母音（ai, au, eu など）も基本的に存在しなかった。
また、借用語を除けば、濁音およびラ行音は語頭には立ち得なかったとされる。

## 文法
(地の文の甲乙は下付き数字で表示し、時代別国語大辞典上代編を参照した。)
動詞の活用の種類はほぼ中古日本語と同じだが、中古に下一段の「蹴る」の「け-」は、上代には「くゑ-」と下二段に活用するので下一段活用はなかった。形容詞未然形に「け₁」があり、「うら悲しけむ」のように活用した。形容詞已然形は「け₁れ」「しけ₁れ」のほかに、已然の意味を表す「け₁」「しけ₁」の例もあった。

### 動詞
棒線部は語幹である（ただし上一段活用は語幹末を文字で表記）。特に断らない限りひらがな表記はカ行で示す。
| 動詞の分類   | 未然形      | 連用形      | 終止形          | 連体形          | 已然形          | 命令形                 |
| ------------ | ----------- | ----------- | --------------- | --------------- | --------------- | ---------------------- |
| 四段活用     | –か (-a)    | –き甲 (-i1) | –く (-u)        | –く (-u)        | –け乙 (-e2)     | –け甲 (-e1)            |
| 上一段活用   | –き甲 (-i1) | –き甲 (-i1) | –き甲る (-i1ru) | –き甲る (-i1ru) | –き甲れ (-i1re) | –き甲[よ乙] (-i1[yo2]) |
| 上二段活用   | –き乙 (-i2) | –き乙 (-i2) | –く (-u)        | –くる (-uru)    | –くれ (-ure)    | –き乙[よ乙] (-i2[yo2]) |
| 下二段活用   | –け乙 (-e2) | –け乙 (-e2) | –く (-u)        | –くる (-uru)    | –くれ (-ure)    | –け乙[よ乙] (-e2[yo2]) |
| カ行変格活用 | –こ乙 (-o2) | –き甲 (-i1) | –く (-u)        | –くる (-uru)    | –くれ (-ure)    | –こ乙[よ乙] (-o2[yo2]) |
| サ行変格活用 | –せ (-e)    | –し (-i)    | –す (-u)        | –する (-uru)    | –すれ (-ure)    | –せ[よ乙] (-e[yo2])    |
| ナ行変格活用 | –な (-a)    | –に (-i)    | –ぬ (-u)        | –ぬる (-uru)    | –ぬれ (-ure)    | –ね (-e)               |
| ラ行変格活用 | –ら (-a)    | –り (-i)    | –り (-i)        | –る (-u)        | –れ (-e)        | –れ (-e)               |

### 形容詞
いわゆるカリ活用はこの時代にもあるが、縮約しない「くあら-」「くあり」「くある」等の形も見られる。
| 形容詞の分類 | 未然形           | 連用形        | 終止形    | 連体形           | 已然形               | 命令形 |
| ------------ | ---------------- | ------------- | --------- | ---------------- | -------------------- | ------ |
| ク活用       | –け甲 (-ke1)     | –く (-ku)     | –し (-si) | –き甲 (-ki1)     | –け甲 (-ke1)         |        |
| ク活用       | –け甲 (-ke1)     | –く (-ku)     | –し (-si) | –き甲 (-ki1)     | –け甲れ (-ke1re)     |        |
| シク活用     | –しけ甲 (-sike1) | –しく (-siku) | –し (-si) | –しき甲 (-siki1) | –しけ甲 (-sike1)     |        |
| シク活用     | –しけ甲 (-sike1) | –しく (-siku) | –し (-si) | –しき甲 (-siki1) | –しけ甲れ (-sike1re) |        |

#### 状態言
さらに、形容詞の語幹が後代より広く用いられ、「白玉」のようなものだけでなく、「うまし国」のようにシク活用でも名詞を修飾したり、「太知り」「高行く」のように用言を修飾したり、「遠のみ₁かど₁」のように連体格助詞を伴ったりもした。

### 各種構文

#### ク語法
「曰く」のような「ク語法」が、形容詞・動詞・助動詞などの活用語を名詞化する語法として広く用いられた（語らく、惜しけくもなし、散らまく惜しみ）。

#### ミ語法
「山（を）高み₁」のように形容詞語幹「高」に「み₁」という形態を接続させる「ミ語法」が、後代より広く用いられた。「山が高いので」の意味になる。

### 助詞
助詞「よ₁り」は、ほかに「ゆ・ゆり・よ₁」の形もあった。「或いは」の「い」はこの時代用法が広く（毛無の₂若子い笛吹き₁上る）、副助詞・間投助詞・主格助詞などの説がある。

### 助動詞
「る・らる」は「ゆ・らゆ」の形もあった。
伝聞・推定の「なり」はラ行変格活用の活用語に接続する場合、中古以降は「る」つまり連体形に接続するが、上代では「り」に接続する（さやぎ₁てありなり）。時代別国語大辞典上代編にはメリは一例のみ存在とあり、萬葉集3450をみると実際に乎久佐乎等　乎具佐受家乎等 斯抱布祢乃 那良敞弖美礼婆 乎具佐可知馬利とある。一方で終止形接続の「みゆ」という形があり（と₂も₂しあへ₁りみゆ）、まるで助動詞のようであった。
「語らふ」の「ふ」は後世より用法が広く（守らひ₁）、継続・反復を表す助動詞であった（「ハ行延言」ともいう）。
存続の助動詞「り」はサ行変格活用の「せ」、四段活用のエ段に接続するもののほか、「着る」「来る」に接続した「け₁り・け₁る」の例もある。なおこれらエ段音は已然形ではなく命令形と同じであり、*ia > e₁ という音韻変化によって「あり」が縮約したことによる。これは上代特殊仮名遣いでカ・ハ・マ行のエ段音に二種類あり、甲類が命令形、乙類が已然形と分かれていることからわかる。

## 方言
当時標準語扱いされていたであろう中央（畿内）の方言のほかに、万葉集の「東歌」に見られる東国の方言があり、万葉仮名の用い方が中央の歌とは異なるところがある。また越中の国司として赴任した大伴家持が『万葉集』巻17で「越俗語」で「東風」を「あゆのかぜ」という旨の注記をしている。

## 関連書
- 『上代日本語表現と訓詁』内田賢徳, 塙書房, ISBN 4-8273-0096-8